# فیلاندر چیس ناکس
فیلاندر چیس ناکس (به انگلیسی: Philander Chase Knox) سناتور سابق عضو حزب جمهوری‌خواه ایالات متحده آمریکا بود. وی در سال ۱۹۰۴ تا ۱۹۰۹ و ۱۹۱۷ تا ۱۹۲۱ میلادی سناتور ایالت پنسیلوانیا در سنای ایالات متحده آمریکا بود.